# Mercedes Vidal Lago
Mercedes Vidal Lago (Barcelona, 1980) es una política y ambientóloga española, vinculada a Comunistes de Catalunya, Esquerra Unida i Alternativa (EUiA) y al movimiento vecinal. Fue concejala en el Ayuntamiento de Barcelona en la legislatura de 2015 por la lista de Barcelona en Común. Actualmente es coordinadora general de EUiA
Fue vicepresidenta de la Asociaciones de Vecinos y Vecinas de Barcelona FAVB. Ha participado en «Agua es Vida», la Alianza contra la Pobreza Energética o la Asociación para la Promoción del Transporte Público (PTP). Está vinculada a grupos cristianos de base y, desde 2004, forma parte de EUiA. En su vida profesional ha hecho investigación, ha participado en programas de conservación de los recursos hídricos, proyectos sobre movilidad sostenible, corredores verdes urbanos o aprovechamiento de la energía solar. Está especializada en el aspecto social de la sostenibilidad y en el diseño de supermanzanas.
En el ámbito institucional, asumió la concejalía de Movilidad en el gobierno municipal, y, además, fue concejala del distrito de Horta-Guinardó. Fue presidenta de Transportes Metropolitanos de Barcelona y del Instituto Metropolitano del Taxi, así como consejera en otras empresas públicas relacionadas con la movilidad. Durante su mandato, las políticas de movilidad sostenible adquirieron una gran centralidad política en el Ayuntamiento de Barcelona, con un amplio desarrollo de los carriles bici, las supermanzanas, el impulso a la conexión del tranvía, la regulación de los VMP, el nuevo contrato del Bicing o la finalización de la nueva red de autobuses. Fue especialmente conflictiva la gestión de las huelgas en el metro, donde también se realizaron grandes inversiones.
Tras el ejercicio de su cargo institucional volvió a su trabajo como técnica de medio ambiente en el campo de la ecología urbana, manteniendo su militancia política en EUiA i Comunistes de Catalunya.
Es autora de diversas publicaciones, en el ámbito científico y el político. Colabora habitualmente con la publicación digital La Realitat.